# Алоїз Капуано
Алоїз Капуано (пол. Alojzy Capuano; 24 листопада 1743, Відень — 24 березня 1791, Львів) — професор патології і клінічної практики Львівського університету (1784—1788), декан медичного факультету (1785—1786), ректор Львівського університету (1790—1791).

## Життєпис
Закінчив медичний факультет Віденського університету (1771). Напрями наукових досліджень: питання фізіології і патології органа зору.
Основна праця: De oculi bulbo et visione (Відень 1771).